# 针毛鳞盖蕨
针毛鳞盖蕨（学名：Microlepia trapeziformis）为姬蕨科鳞盖蕨属下的一个种。

## 扩展阅读
- 維基物種上的相關：针毛鳞盖蕨